# Heteromys pictus
Heteromys pictus és una espècie de mamífer rosegador de la família dels heteròmids. Viu a Mèxic i Guatemala. Es tracta d'un animal nocturn que s'alimenta de llavors, vegetació verda i artròpodes. Els seus hàbitats naturals són els boscos caducifolis secs i els matollars xèrics, on sovint se'l troba entre cactus i acàcies o prop de rierols. Està amenaçada pel declivi del seu entorn.